# Барбара Стил
Барбара Стил (енгл. Barbara Steele; рођена 29. децембра 1937. у Беркенхеду, Чешир) енглеска је глумица и филмска продуценткиња. Због улога у бројним хорор филмовима током 1960-их постала је препознатљива као једна од првих „краљица вриска”. Улога којом се пробила у хорор жанру је лик Асе и принцезе Катје Вајде у готичком хорору Марија Баве, Црна недеља (1960).
Тумачила је и једну од главних улога у италијанској драми Федерика Фелинија, Осам и по (1963). За улогу у мини-серији Рат и сећање добила је Награду Еми за ударне термине.
Након вишегодишње паузе, вратила се глуми главном улогом у хорору Соба лептира из 2012.
Године 2017. примљена је у Фангоријину хорор кућу славних и уз Линеу Квигли, Хедер Лангенкамп, Џејми Ли Кертис, Сигорни Вивер и Данијелу Харис постала једина глумица којој је то пошло за руком.

## Приватни живот
Стил је рођена у Беркенхеду, у грофовији Чешир. Студирала је уметност на Универзитету у Лондону и Сорбони. Била је удата за америчког сценаристу Џејмса Поа. Венчали су се 1969. и развели девет година касније. Из брака са Поом, Барбара има сина Џонатана.

## Каријера
Стил је започела каријеру споредном улогом у комедији Хардија Кригера, Вољени нежења. После неколико мањих улога, добила је прилику да тумачи главног лика у италијанском хорору Марија Баве, Црна недеља (1960). Њен глумачки перформанс је наишао на мноштво позитивних критика и отворио јој пут ка новим улогама. Наредне године, у пару са Винсентом Прајсом тумачила је главну улогу у хорору Роџера Кормана Јама и клатно, рађеном по истоименој причи Едгара Алана Поа.
Имала је једну од водећих улога у прослављеној комичној драми Федерика Фелинија, Осам и по (1963). Тумачила је главну протагонисткињу у Дугој коси смрти, која је постала хорор филм са највећом зарадом у 1964. години.
До краја 1960-их, имала је главне улоге у још неколико хорора, међу којима се издвајају Љубавници из загробног живота (1965) и Проклетство гримизног олтара (1968), у ком јој је партнер био Кристофер Ли.
Током 1970-их најзначајније улоге имала је у телесном хорору Дејвида Кроненберга, Дрхтаји (1975) и у Пирани (1978) Џоа Дантеа.
У периоду 1980-их и 1990-их појављивала се само у мини-серијама, од којих јој је најважнија улога Елзе у Рату и сећању (1988), за коју је награђена Емијем за ударне термине.
Након више од 20 година паузе, вратила се глуми главном улогом у још једном хорору, Соба лептира (2012). Поред ње, у филму су глумиле и друге познате „краљице вриска”, као што су: Ерика Лирсен, Хедер Лангенкамп, Ејдријан Кинг и Камил Китон. Имала је споредну улогу у драми Изгубљена река (2014), која је премијерно приказана на Филмском фестивалу у Кану.
У анимираној ТВ серији Кеслванија (2020) позајмила је глас Миранди.

## Филмографија
| Улоге Барбаре Стил |                               |               |                                 |                                            |
| Година             | Српски назив                  | Изворни назив | Улога                           | Напомена                                   |
| 1959.              | Горе, доле                    |               | Мери                            |                                            |
| 1960.              | Пламтећа звезда               |               | Розалин Пирс                    |                                            |
| 1960.              | Црна недеља                   |               | Аса Вајда, принцеза Катја Вајда | [ 7 ]                                      |
| 1961.              | Алфред Хичкок представља      |               | Филис                           | ТВ серија                                  |
| 1961.              | Јама и клатно                 |               | Елизабет Бернард Медина         | [ 8 ]                                      |
| 1962.              | Ужасни доктор Хичкок          |               | Синтија                         | [ 9 ] [ 9 ]                                |
| 1963.              | Осам и по                     |               | Глорија Морин                   |                                            |
| 1963.              | Дух                           |               | Маргарет                        | [ 10 ]                                     |
| 1964.              | Дуга коса смрти               |               | Хелен / Мери Карнштејн          | [ 10 ]                                     |
| 1965.              | Љубавници из загробног живота |               | Муријел                         | [ 11 ]                                     |
| 1966.              | За љубав и злато              |               | Теодора                         | [ 12 ] [ 13 ]                              |
| 1968.              | Проклетство гримизног олтара  |               | Лавинија Морли                  | [ 14 ]                                     |
| 1975.              | Дрхтаји                       |               | Бетс                            | [ 15 ]                                     |
| 1978.              | Пирана                        |               | др Менгерс                      | [ 16 ]                                     |
| 1988.              | Рат и сећање                  |               | Елза Мекмахон                   | мини-серија, Награда Еми за ударне термине |
| 1991.              | Мрачне сенке                  |               | Џулија Хофман                   | мини-серија                                |
| 2012.              | Соба лептира                  |               | Ен                              | [ 17 ] [ 18 ]                              |
| 2014.              | Изгубљена река                |               | бака                            | [ 19 ] [ 20 ]                              |
| 2020.              | Кеслванија                    |               | Миранда                         | ТВ серија, глас                            |